# 透過率 (地質学)
透過率（とうかりつ、英: permeability）は、多孔性を持つ物体（多孔質）が、流体をどの程度通しやすいかを表す指標である。
単位は国際単位系ではm2であるが、ダルシー (darcy, D) もしくはミリダルシー (mD) も使われる（1 darcy {\displaystyle \approx } 10−12m2）。

## 定義
多孔性を持つ物体の両端に圧力差ΔP が存在すると、その多孔質内部において流体の流れが発生する。その流れの見かけの速度v は圧力差に比例し、
{\displaystyle v={k \over \mu }{\Delta P \over \Delta x}}
で表される。ここで、μ は流体の粘度、Δx は多孔質の厚さである。透過率はこの関係式の比例係数k と定義され、
{\displaystyle k=v{{\mu \Delta x} \over {\Delta P}}}
である。

## 一般的な物質の透過率
物質の透過率は、その空隙率・空隙径などによって幅広いオーダーの値を取る。
|                    | 透過性   | 透過性   | 透過性       | 透過性       | 準透過性     | 準透過性                       | 準透過性                       | 準透過性                       | 不透性                         | 不透性         | 不透性         | 不透性     | 不透性     |
| 未固結砂           | 砂利     | 砂利     | 砂、砂＋砂利 | 砂、砂＋砂利 | 砂、砂＋砂利 | 細かい砂、シルト、レス、ローム | 細かい砂、シルト、レス、ローム | 細かい砂、シルト、レス、ローム | 細かい砂、シルト、レス、ローム |                |                |            |            |
| 未固結粘土・有機物 |          |          |              |              | 泥炭         | 泥炭                           | 層状粘土                       | 層状粘土                       | 層状粘土                       | 未風化粘土     | 未風化粘土     | 未風化粘土 | 未風化粘土 |
| 固結岩             | 粉砕岩石 | 粉砕岩石 | 粉砕岩石     | 粉砕岩石     | 貯留岩       | 貯留岩                         | 貯留岩                         | 砂岩                           | 砂岩                           | 石灰岩、苦灰岩 | 石灰岩、苦灰岩 | 花崗岩     | 花崗岩     |
| 透過率 (cm2)       | 0.001    | 0.0001   | 10−5         | 10−6         | 10−7         | 10−8                           | 10−9                           | 10−10                          | 10−11                          | 10−12          | 10−13          | 10−14      | 10−15      |

Source: modified from Bear, 1972

## 透過率テンソル
物質中の空隙の構造に異方性がある場合は、物質の透過率はテンソルによって表記される。テンソルは3×3の正定値対称行列となる。また、その固有ベクトルの方向は、物質中の圧力勾配の方向と流速ベクトルが一致する方向となる。